# جاك توماي
جاك توماي (بالإنجليزية: Jack Toomay)‏ مواليد 9 أغسطس 1922 في أونتاريو - الوفاة 12 مارس 2008، كان لاعب كرة سلة أمريكي. بدأ مسيرته الاحترافية في سنة 1947. بلغ طوله 6 قدم 6 بوصة (2.0 م). اعتزل اللعب في 1950.

## المسيرة الاحترافية
لعب مع شيكاغو ستايغس في موسم 1947–48، ثم لعب مع واشنطن كابيتولز في موسم 1948–49، ثم لعب مع بالتيمور باليتس في موسم 1948–1949.

## روابط خارجية
- جاك توماي على موقع إن بي أي (الإنجليزية)
- جاك توماي على موقع سبورتس رفرنس (الإنجليزية)
- جاك توماي على موقع ريلجم (الإنجليزية)
- جاك توماي على موقع بروبوليرز (الإنجليزية)